# نزدیک‌تر به حقیقت
نزدیک‌تر به حقیقت (به انگلیسی: Closer to the Truth) بیست و پنجمین آلبوم استودیویی از خواننده و هنرپیشه اهل ایالات متحده آمریکا شر است. آلبوم در ۲۰ سپتامبر ۲۰۱۳ توسط وارنر بروز رکوردز منتشر شد. او که تصمیم به برقراری مجدد زندگی حرفه ای خود در موسیقی را داشت، برنامه‌ریزی این پروژه را در سال ۲۰۱۱، اندکی پس از حضور در فیلم برلسک و پایان یافتن نمایش کنسرت اقامتی خود در سیزرز پالاس را آغاز کرد. کار برروی تهیه آلبوم از سال ۲۰۱۲ و ۲۰۱۳ ادامه داشت.
این آلبوم در چارت‌های بریتانیا، آمریکا، روسیه، اسکاتلند و کانادا جزو ده آلبوم اول قرار گرفت.